# Brucea
Brucea es un género con 30 especies de plantas  perteneciente a la familia Simaroubaceae.

## Especies seleccionadas
- Brucea abyssinica
- Brucea acuminata
- Brucea amarissima
- Brucea antidysemerica
- Brucea antidysenterica
- Brucea macrocarpa